# 283 Емма
283 Емма (283 Emma) — астероїд головного поясу, відкритий 8 лютого 1889 року Огюстом Шарлуа у Ніцці.